# Cambridge Bay
Cambridge Bay, inuit Iqaluktuuttiaq (ᐃᖃᓗᒃᑑᑦᑎᐊᖅ), är ett samhälle beläget på Victoriaön i det kanadensiska territoriet Nunavut. Befolkningen uppgick år 2016 till 1 766 invånare. Cambridge Bay är huvudort för Kitikmeot-regionen. 

## Klimat
Klimatet är arktiskt tundraklimat (ET i Köppens klimatklassificeringssystem). 
|                                 | Jan   | Feb   | Mar   | Apr   | Maj  | Jun   | Jul  | Aug  | Sep   | Okt   | Nov   | Dec   | År    |
| ------------------------------- | ----- | ----- | ----- | ----- | ---- | ----- | ---- | ---- | ----- | ----- | ----- | ----- | ----- |
| Medeltemp. (°C)                 | −32,8 | −33   | −29,7 | −21,4 | −9,2 | 2,4   | 8,4  | 6,4  | −0,3  | −11,5 | −23   | −29,6 | −14,4 |
|                                 |       |       |       |       |      |       |      |      |       |       |       |       |       |
| Högsta rekord (°C)              | −7,8  | −9,4  | −6,1  | 6,2   | 13   | 23,3  | 28,9 | 26,1 | 15,6  | 6,9   | 0     | −4,8  | 28,9  |
| Högsta medeltemp. (°C)          | −29,3 | −29,3 | −25,7 | −16,7 | −5,3 | 5,6   | 12,3 | 9,4  | 1,9   | −8,1  | −19,3 | −26,1 | −10,9 |
| Lägsta medeltemp. (°C)          | −36,3 | −36,6 | −33,7 | −26   | −13  | −0,8  | 4,6  | 3,4  | −2,5  | −14,9 | −26,5 | −33   | −18   |
| Lägsta rekord (°C)              | −52,8 | −50,6 | −48,3 | −42,8 | −35  | −17,8 | −1,7 | −8,9 | −17,2 | −33   | −42,2 | −49,4 | −52,8 |
|                                 |       |       |       |       |      |       |      |      |       |       |       |       |       |
| Nederbörd (mm)                  | 4,6   | 5,1   | 6     | 6,5   | 9,4  | 12,5  | 21,7 | 26,7 | 19,3  | 14,6  | 7,2   | 5,3   | 138,8 |
| Källa: Canadian Climate Normals |       |       |       |       |      |       |      |      |       |       |       |       |       |